# Voleibol als Jocs Olímpics d'estiu de 1984
Als Jocs Olímpics d'Estiu de 1984 celebrats a la ciutat de Los Angeles (Estats Units d'Amèrica) es disputaren dues proves de voleibol, una en categoria masculina i una altra en categoria femenina. La competició tingué lloc entre els dies 10 de juliol i 11 d'agost de 1984 al Long Beach Arena d'aquesta ciutat.

## Comitès participants
Hi participaren un total de 211 jugadors, entre ells 120 homes i 91 dones, de 12 comitès nacionals diferents:
| Categoria masculina - Argentina - Brasil - Canadà - Corea del Sud - Egipte - Estats Units - Itàlia - Japó - Tunísia - R.P. de la Xina | Categoria femenina - Brasil - Canadà - Corea del Sud - Estats Units - Japó - Perú - RFA - R.P. de la Xina |

## Resum de medalles
| Prova                       | Or | Argent | Bronze |
| Categoria masculina Detalls | Estats Units Douglas Dvorak · Dave Saunders · Steven Salmons · Paul Sunderland · Richard Duwelius · Steve Timmons · Craig Buck · Marc Waldie · Chris Marlowe · Aldis Berzins · Patrick Powers · Karch Kiraly | Brasil Renan dal Zotto · William Carvalho · Fernando d'Àvila · Mário de Oliveira · Bernardo Rocha · Ruy Campos · Marcus Freire · Domingos Lampariello · José Montanaro · Bernard Rajzman · Antônio Ribeiro · Wagner Moura | Itàlia Fabio Vullo · Piero Rebaudengo · Paolo Vecchi · Andrea Lucchetta · Pier Paolo Lucchetta · Marco Negri · Guido de Luigi · Giovanni Errichiello · Giovanni Lanfranco · Franco Bertoli · Francesco Dall'Olio · Giancarlo Dametto |
| Categoria femenina Detalls  | R.P. de la Xina Hou Yuzhu · Jiang Ying · Lang Ping · Li Yanjun · Liang Yan · Su Huijuan · Yang Xiaojun · Yang Xilan · Zhang Rongfang · Zheng Meizhu · Zhou Xiaolan · Zhu Ling                                | Estats Units Jeanne Beauprey · Carolyn Becker · Linda Chisholm · Rita Crockett · Laurie Flachmeier · Debbie Green · Flo Hyman · Rose Magers · Kimberly Ruddins · Julie Vollertsen · Paula Weishoff · Susan Woodstra       | Japó Yumi Egami · Norie Hiro · Miyoko Hirose · Kyoko Ishida · Yoko Kagabu · Yuko Mitsuya · Keiko Miyajima · Kimie Morita · Kumi Nakada · Emiko Odaka · Sachiko Otani · Kayoko Sugiyama                                               |

## Medaller
| Posició | País            | Or | Argent | Bronze | Total |
| 1       | Estats Units    | 1  | 1      | 0      | 2     |
| 2       | R.P. de la Xina | 1  | 0      | 0      | 1     |
| 3       | Brasil          | 0  | 1      | 0      | 1     |
| 4       | Itàlia          | 0  | 0      | 1      | 1     |
| 4       | Japó            | 0  | 0      | 1      | 1     |